# Beverley (Vorname)
Beverley ist ein weiblicher und männlicher Vorname.

## Herkunft und Bedeutung des Namens
Der Name „Beverly“ stammt aus dem Altenglischen, setzt sich aus den Teilen „beofor“ (Biber) und „leah“ (Au, Wald, Lichtung) zusammen. Daher bedeutet er „Bieberau“. Der zunächst als Nachname gebräuchliche Name wird von der englischen Ortschaft Beverley in Yorkshire abgeleitet, später wird er auch als Vorname für beide Geschlechter gebräuchlich, wobei er anfangs als Männername verwendet wurde und erst ab dem frühen 20. Jahrhundert als weiblicher Vorname Verbreitung findet.

## Namensträger

### Weiblicher Vorname
- Beverly Hope Atkinson (1935–2001), US-amerikanische Schauspielerin
- Beverley Callender (* 1956), britische Leichtathletin
- Beverley Craven (* 1963), britische Sängerin
- Beverley Cressman, britische Schauspielerin
- Beverly D’Angelo (* 1951), US-amerikanische Schauspielerin und Sängerin
- Beverley Harper (1941–2002), australische Schriftstellerin
- Beverley Hughes, Baroness Hughes of Stretford (* 1950), britische Politikerin
- Beverley Knight (* 1973), britische R&B-/Soul-Sängerin
- Beverley McLachlin (* 1943), kanadische Rechtswissenschaftlerin und Richterin
- Beverley Mitchell (* 1981), US-amerikanische Schauspielerin und Country-Sängerin
- Beverley Morrison (1950–2010), neuseeländische Jazz- und Rocksängerin, siehe Beaver Morrison
- Beverley Naidoo (* 1943), südafrikanische Schriftstellerin
- Beverley Owen (1937–2019), US-amerikanische Schauspielerin
- Beverley Whitfield (1954–1996), australische Schwimmerin

### Männlicher Vorname
- Bev Bevan (* 1945), britischer Schlagzeuger
- Beverley Cross (1931–1998), britischer Librettist für Opern und Musicals sowie Drehbuchautor
- Thomas B. Evans (* 1931), US-amerikanischer Politiker
- Percy Hugh Beverley Lyon (1893–1986), britischer Schuldirektor und Schriftsteller
- Beverley Randolph (1765–1797), US-amerikanischer Politiker
- John Beverley Robinson (1821–1896), kanadischer Politiker